# 竹殿
竹殿（たけどの、生没年不詳）は、鎌倉時代前期の女性。北条氏の一門。鎌倉幕府の2代執権、北条義時の娘。母は正室の姫の前。同母兄に朝時、重時。子に顕親、顕雲など。

## 生涯
はじめは大江親広の側室であったが、承久3年（1221年）承久の乱において親広が失脚。離別して京都の土御門定通に再嫁してその側室となる。『葉黄記』（宝治元年6月3日条）によれば遅くとも貞応元年（1222年）までには定通に嫁しており、甥の土御門上皇を流刑にされ政治基盤を失った定通も次第に復権する。
長兄の北条泰時は乱後に設置された六波羅探題に就任し、京方の監視にあたった。父義時の死後に鎌倉へ戻って3代執権となった泰時に代わり、同母兄の重時が六波羅探題となる。仁治3年（1242年）、幕府の意向による後嵯峨天皇擁立にあたり、竹殿は鎌倉の泰時と京の定通との間の仲介役となっている。
天福元年（1247年）5月、定通と竹殿の子で山僧となっていた顕雲が内裏の最勝講で興福寺の僧と乱闘騒ぎを起こし、顕雲方の侍で因幡守広盛（竹殿の乳母父で元は大江親広の従者）が重時によって六波羅探題に召し出されている。同年6月には「年来、道心あり」とされていた子の中納言顕親が26歳（28歳説もあり）で突然出家を遂げて周囲を驚かせ、父定通を嘆かせている。